# یاکیما (واشینگتن)
یاکیما (به انگلیسی: Yakima) شهری در شهرستان یاکیما ایالت واشنگتن است که در سرشماری سال ۲۰۱۰ میلادی، ۹۱۰۶۷ نفر جمعیت داشته است.